# ستووتسی
ستووتسی (به بلغاری: Stoevtsi) یک منطقهٔ مسکونی در بلغارستان است که در شهرستان گابروو واقع شده‌است.